# Homer and Ned’s Hail Mary Pass
«Homer and Ned’s Hail Mary Pass» (с англ. — «Гомер и Аве Мария Неда») — восьмая серия шестнадцатого сезона мультсериала «Симпсоны». Впервые вышла 6 февраля 2005 года в США на телеканале «Fox».

## Сюжет
Симпсоны отправляются в Спрингфилдский парк и замечают, что он стал мусорной свалкой. Они встречают благотворительный карнавал, на котором собирают деньги, чтобы помочь парку. Барт выигрывает главный приз в карнавальной игре, а затем Гомер бьёт его,  вступая с ним в раскрепощённый танец победы. Нед Фландерс снимает танец на видео, а Продавец комиксов размещает его на своём сайте.
Вскоре весь мир увидел неловкий танец Гомера, который унизил его. Несмотря на это, несколько известных спортивных звёзд просят Гомера научить их искусно выполненному танцу победы.
Тем временем Нед использует свою камеру, чтобы снять фильм о Каине и Авеле (в главных ролях Род и Тодд соответственно). Фильм понравился всем, кроме Мардж, которая считает его кровавым и отвратительным. Мистер Бернс решает финансировать следующий фильм Неда «Рассказы о Ветхом Завете» (хронометраж которого составляет 800 минут — более 13 часов). Кровожадность фильма сердит Мардж, и она объявляет на кинопоказе, что будет протестовать против всего, что принадлежит Бернсу. Последний возражает, отмечая, что он владеет атомной электростанцией и что в городе нет альтернативного источника энергии. Когда толпа выкрикивает альтернативные формы энергии, которые они могут использовать, Бернс признаёт поражение, и говорит, что фильм больше никогда не будет показан, к большому разочарованию Неда.
Победные танцы Гомера раздражают некоторых фанатов, но он становятся настолько популярными, что Гомера приглашают в профессиональный футбол, чтобы сделать с ним хореографическое шоу в тайм-ауте «Супербоула». Однажды когда он не может придумать подходящую идею, в ночь перед игрой Гомер находит Неда в церкви. Вместе они решили поставить один из Библейских рассказов Неда в шоу. В Суперкубке Нед и Гомер рассказывают историю о Ноевом ковчеге, где в конце появляется Нед и читает Священное Писание из Библии. Аудитория глумится и освистывает их, в то время как Гомер и Нед разочарованы. Позже СМИ и широкая публика обвиняют Суперкубок в пропаганде христианства в стране через их «откровенное проявление приличия».

## Показ
Эпизод был показан сразу после финального матча Национальной футбольной лиги США, что привело к высоким рейтингам, относительно других серий сезона. Эпизод просмотрели 23,1 млн человек (тогда как остальные серии сезона не превышали отметку в 12 миллионов зрителей). Это сделало его одним из популярнейших эпизодов сериала. Эпизод также стал шестым в еженедельных рейтингах за неделю с 31 января по 6 февраля 2005 года.

## Отзывы
Обозреватель сайта Nerve.com Джеймс Грин-мл., считавший одну из лучших шуток сериала в том, что тот настойчиво обделял Продавца комиксов именем, выразил разочарование эпизодом Homer and Ned’s Hail Mary Pass, в котором персонаж получил столь несмешное и невыразительное имя, как Джефф Альбертсон, назвав это худшим откровением сериала.